# Helena Norowicz
Helena Norowicz (ur. 14 listopada 1934 w Chiłowszczyźnie) – polska aktorka i modelka.

## Życiorys
Ma dwie starsze siostry: Weronikę i Ludwikę oraz dwie młodsze: Leokadię i Teresę. W 1945 wyjechała z rodziną ze Związku Radzieckiego, osiedlając się w Koszalinie.
W 1958 ukończyła studia w PWST w Łodzi. W latach 1958–1972 była aktorką warszawskiego Teatru Klasycznego, a następnie aktorką Teatru Studio (1972–2001). W 1980 odznaczona Srebrnym Krzyżem Zasługi, a w 1987 Złotym Krzyżem Zasługi.
Jako modelka jest związana z polską marką Bohoboco. 28 września 2023 premierę miał teledysk do utworu „Czas nie istnieje” w jej wykonaniu do słów Jacka Cygana i muzyki Marcina Nierubca.

## Życie prywatne
Jej mężem był aktor i reżyser Marian Pysznik (zm. 2020), z którym w 2017 została nagrodzona w plebiscycie „Srebrne Jabłka” magazynu „Pani” na ulubione polskie pary.

## Filmografia
| Rok       | Tytuł                                | Rola                                                   | Uwagi                                                                |
| --------- | ------------------------------------ | ------------------------------------------------------ | -------------------------------------------------------------------- |
| 1957      | Wzgórza jak białe słonie             | rola nieznana                                          | spektakl telewizyjny, reżyseria: Zbigniew Kuźmiński                  |
| 1965      | Stawka większa niż życie             | Greta (odcinek: 5)                                     | spektakl telewizyjny, reżyseria: Andrzej Konic                       |
| 1966      | Pocztówka z Buenos Aires             | Bianka                                                 | spektakl telewizyjny, reżyseria: Andrzej Konic                       |
| 1967      | Stawka większa niż życie             | żona kapitana Rupperta (odcinek: 5)                    | serial telewizyjny, reżyseria: Andrzej Konic                         |
| 1967      | Karykatury                           | Laura                                                  | spektakl telewizyjny, reżyseria: Ireneusz Kanicki                    |
| 1969      | Całe życie Sabiny                    | Alicja                                                 | spektakl telewizyjny, reżyseria: Jerzy Antczak                       |
| 1971      | Agent nr 1                           | kurierka przewożąca pieniądze dla Iwanowa              | film fabularny, reżyseria: Zbigniew Kuźmiński                        |
| 1972      | Poślizg                              | Stefa                                                  | film fabularny, reżyseria: Jan Łomnicki                              |
| 1974      | Ile jest życia                       | kobieta w wagonie restauracyjnym (odcinek: 12)         | serial telewizyjny, reżyseria: Zbigniew Kuźmiński                    |
| 1976      | Czy jest tu panna na wydaniu?        | ciotka Hela                                            | film fabularny, reżyseria: Janusz Kondratiuk                         |
| 1977      | Przed burzą. Dyplomaci i sztabowcy   | rola nieznana (odcinek: 5)                             | spektakl telewizyjny, reżyseria: Roman Wionczek                      |
| 1978      | Rodzina Połanieckich                 | rola nieznana (odcinek: 6)                             | serial telewizyjny, reżyseria: Jan Rybkowski                         |
| 1978      | Okruch lustra                        | kobieta                                                | film fabularny, reżyseria: Andrzej Zajączkowski                      |
| 1982      | Intermedia                           | rola nieznana                                          | spektakl telewizyjny, reżyseria: Irma Czaykowska                     |
| 1983      | Odwet                                | uczestniczka zjazdu                                    | film fabularny, reżyseria: Tomasz Zygadło                            |
| 1988      | Papierowy kochanek                   | kobieta                                                | spektakl telewizyjny, reżyseria: Jerzy Szaniawski                    |
| 1988      | Dekalog IV                           | okulistka                                              | film fabularny, reżyseria: Krzysztof Kieślowski                      |
| 1996      | Dom                                  | rola nieznana (odcinek: 16)                            | serial telewizyjny, reżyseria: Jan Łomnicki                          |
| 1997      | La boheme                            | sprzątaczka                                            | spektakl telewizyjny, reżyseria: Jerzy Grzegorzewski                 |
| 2001      | Podaj cegłę, czyli polski socrealizm | rola nieznana                                          | film dokumentalny, reżyseria: Andrzej Sapija                         |
| 2009      | Gry operacyjne                       | zakonnica                                              | spektakl telewizyjny, reżyseria: Agnieszka Lipiec-Wróblewska         |
| 2009      | Turysta                              | staruszka                                              | film krótkometrażowy, reżyseria: Mateusz Subieta                     |
| 2010      | Plebania                             | Roma (odcinki: 1477, 1488)                             | serial telewizyjny, reżyseria: Ewa Pytka, Wojciech Solarz            |
| 2010      | Matka Teresa od kotów                | ciotka Róża                                            | film fabularny, reżyseria: Paweł Sala                                |
| 2012      | Anna German                          | Bernerowa, matka Hermana                               | serial telewizyjny, reżyseria: Aleksandr Timienko, Waldemar Krzystek |
| 2015–2016 | Na Wspólnej                          | teściowa Elżbiety (odcinki: 2158, 2244, 2246, 2249)    | serial telewizyjny, reżyseria: Robert Wichrowski i inni              |
| 2015      | Na dobre i na złe                    | Róża Scholl (odcinek: 615)                             | serial telewizyjny, reżyseria: Dana Łukasińska                       |
| 2015      | Barwy szczęścia                      | Otylia, ciotka Klemensa (odcinki: 1245, 1249)          | serial telewizyjny, reżyseria: Natalia Koryncka-Gruz                 |
| 2016      | Ederly                               | matka Maria Kitus                                      | film fabularny, reżyseria: Piotr Dumała                              |
| 2016      | Strażacy                             | starsza pani przed pubem (odcinek: 13)                 | serial telewizyjny, reżyseria: Maciej Dejczer                        |
| 2016      | Zaćma                                | niewidoma pacjentka                                    | film fabularny, reżyseria: Ryszard Bugajski                          |
| 2016      | Niewinne                             | zakonnica                                              | film fabularny, reżyseria: Anne Fontaine                             |
| 2016      | Komisarz Alex                        | Zawiejska, pensjonariuszka domu seniora (odcinek: 100) | serial telewizyjny, reżyseria: Maciej Migas                          |
| 2017      | Człowiek z magicznym pudełkiem       | Urszula Stefańska                                      | film fabularny, reżyseria: Bodo Kox                                  |
| 2017      | Wataha                               | Helena, matka Igi Dobosz (odcinek: 7, 10, 12)          | serial telewizyjny, reżyseria: Kasia Adamik, Jan P. Matuszyński      |
| 2019      | Ciemno, prawie noc                   | Rosemarie / księżna Daisy                              | film fabularny, reżyseria: Borys Lankosz                             |
| 2019      | Boże Ciało                           | Molińska                                               | film fabularny, reżyseria: Jan Komasa                                |
| 2019      | Jak poślubić milionera?              | starsza pani                                           | film fabularny, reżyseria: Filip Zylber                              |
| 2020      | Interior                             | staruszka, mieszkanka Rudawki                          | film fabularny, reżyseria: Marek Lechki                              |
| 2020      | Erotica 2022                         | wielka aktorka (część: Znikanie pani B)                | film fabularny, reżyseria: Anna Kazejak                              |
| 2021      | Magnezja                             | ciotka Kalia                                           | film fabularny, reżyseria: Maciej Bochniak                           |
| 2021      | Intruz                               | opiekunka                                              | film krótkometrażowy, reżyseria: Marta Klara Sadowska                |
| 2023      | Sortownia                            | starsza pani (odcinek: 8)                              | serial telewizyjny, reżyseria: Anna Kazejak                          |
| 2024      | Kiedy ślub?                          | starsza pani (odcinek: 6, 8)                           | serial telewizyjny, reżyseria: Łukasz Ostalski                       |
| 2024      | Fin del Mundo?                       | mamusia                                                | film fabularny, reżyseria: Piotr Dumała                              |
| 2024      | Profilerka                           | Anastazja Walasiewicz, babka Olgierda (odcinek: 12)    | serial telewizyjny, reżyseria: Monika Jordan-Młodzianowska           |